# Franz Ollendorff
Franz Heinrich Ollendorff (em hebraico:  פרנץ אולנדורף ou חיים אולנדורף; Berlim, 15 de maio de 1900 – Haifa, 9 de dezembro de 1981) foi um físico israelense.

## Biografia
Franz Heinrich (Haim) Ollendorf nasceu em Berlim. Em 1924 começou a trabalhar do departamento de pesquisas da Siemens em Berlim, supervisionado por Reinhold Rudenberg. A partir de 1928 lecionou na faculdade de engenharia da Universidade Técnica de Berlim. Apesar dos protestos de seu supervisor e reitor da universidade Ernst Orlich, os nazistas forçaram Ollendorff a se demitir em 1933. Logo em seguida começou a lecionar na escola pública judaica em Berlim, mudando-se para Jerusalém quando a escola e seus professores foram transferidos para lá em 1934.
Ollendorff retornou à Alemanha no ano seguinte, a fim de organizar a transferência de crianças judaicas para o Mandato Britânico da Palestina. Em 1937 foi finalmente expulso pela Gestapo. Em 1939 começou a trabalhar na Technion tornando-se professor da faculdade de engenharia elétrica. Especializou-se em eletrônica biomédica e física.
Foi membro da Academia de Ciências e Humanidades de Israel e recebeu o Prêmio Israel de 1954 por suas pesquisas em campos magnéticos. Foi eleito fellow do Instituto Americano de Engenheiros Eletricistas em 1963.

## Prêmios
Em 1954 Ollendorff recebeu o Prêmio Israel em ciências exatas.
Uma placa comemorando a coragem de Orlich está exposta no Departamento de Física da Technion.